# Limey-Remenauville
Limey-Remenauville est une commune française située dans le département de Meurthe-et-Moselle, en région Grand Est.
Remenauville est une ancienne commune, dont le village a été totalement détruit durant la Première Guerre mondiale, en 1942. Le nom de Limey a été accolé le 22 décembre 1962 à celui de la commune voisine de Limey pour former « Limey-Remenauville ».

## Géographie

### Localisation
La commune est à 4,2 km de Flirey et 12,4 de Pont-à-Mousson.
Limey-Remenauville est membre du Parc naturel régional de Lorraine.

### Géologie et relief
Hydrogéologie et climatologie : Système d’information pour la gestion des eaux souterraines du bassin Rhin-Meuse :
Territoire communal : Occupation du sol (Corinne Land Cover); Cours d'eau (BD Carthage),
Géologie : Carte géologique; Coupes géologiques et techniques,
 Hydrogéologie : Masses d'eau souterraine; BD Lisa; Cartes piézométriques.

### Sismicité
Commune située dans une zone 1 de sismicité très faible.

### Hydrographie
La commune est dans le bassin versant du Rhin au sein du bassin Rhin-Meuse. Elle n'est drainée par aucun cours d'eau,.

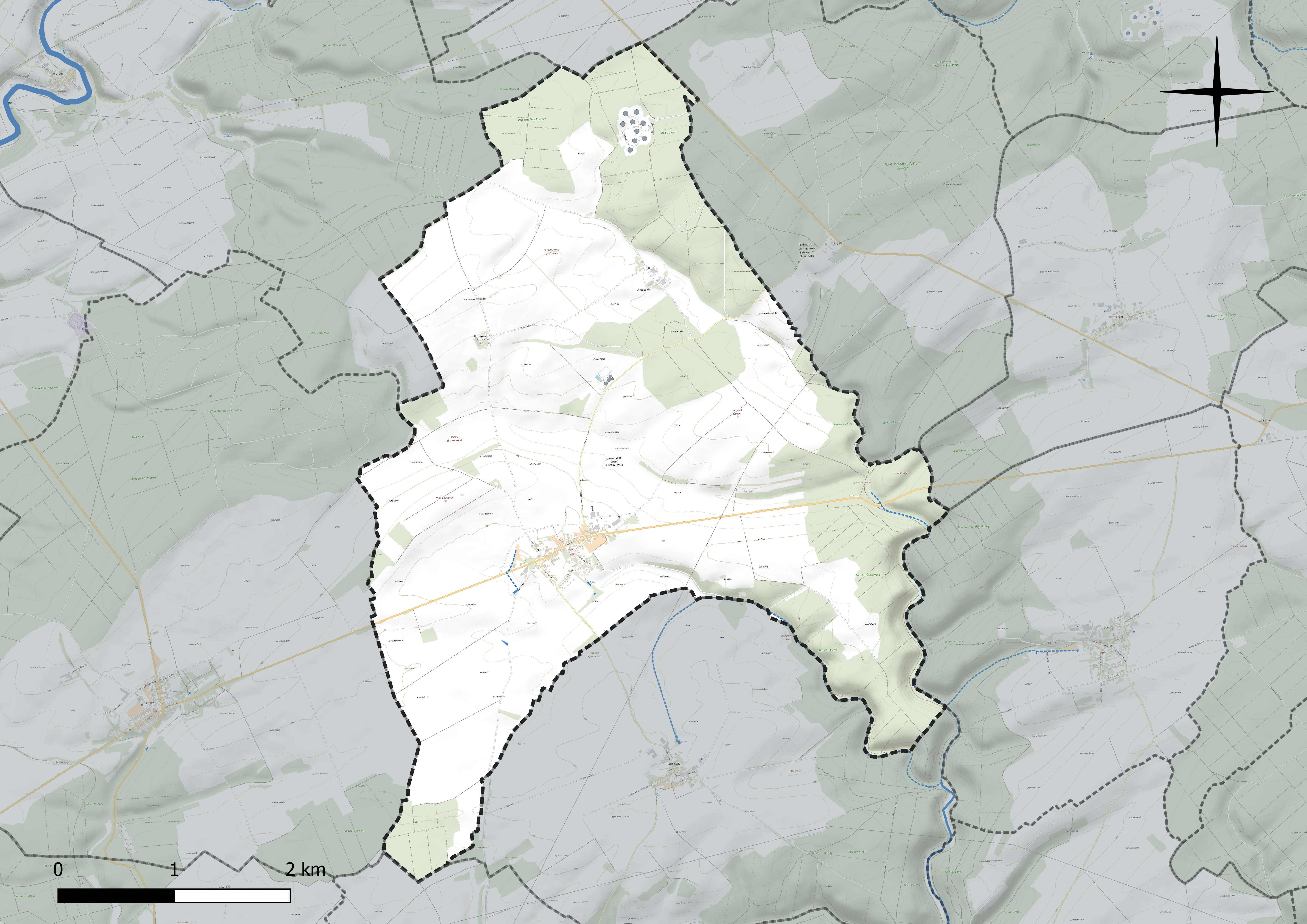
Réseau hydrographique de Limey-Remenauville.

### Climat
Pour des articles plus généraux, voir Climat du Grand Est et Climat de Meurthe-et-Moselle.
En 2010, le climat de la commune est de type climat de montagne, selon une étude du Centre national de la recherche scientifique s'appuyant sur une série de données couvrant la période 1971-2000. En 2020, Météo-France publie une typologie des climats de la France métropolitaine dans laquelle la commune est dans une zone de transition entre le climat océanique altéré et le climat océanique altéré et est dans la région climatique  Lorraine, plateau de Langres, Morvan, caractérisée par un hiver rude (1,5 °C), des vents modérés et des brouillards fréquents en automne et hiver. 
Pour la période 1971-2000, la température annuelle moyenne est de 9,4 °C, avec une amplitude thermique annuelle de 16,9 °C. Le cumul annuel moyen de précipitations est de 829 mm, avec 12,5 jours de précipitations en janvier et 9,3 jours en juillet. Pour la période 1991-2020, la température moyenne annuelle observée sur la station météorologique de Météo-France la plus proche, « Nonsard », sur la commune de Nonsard-Lamarche à 11 km à vol d'oiseau, est de 10,7 °C et le cumul annuel moyen de précipitations est de 690,8 mm. 
La température maximale relevée sur cette station est de 40,1 °C, atteinte le 25 juillet 2019 ; la température minimale est de −17 °C, atteinte le 1er mars 2005,,. 
Les paramètres climatiques de la commune ont été estimés pour le milieu du siècle (2041-2070) selon différents scénarios d'émission de gaz à effet de serre à partir des nouvelles projections climatiques de référence DRIAS-2020. Ils sont consultables sur un site dédié publié par Météo-France en novembre 2022.

## Urbanisme

### Typologie
Au 1er janvier 2024, Limey-Remenauville est catégorisée commune rurale à habitat dispersé, selon la nouvelle grille communale de densité à sept niveaux définie par l'Insee en 2022.
Elle est située hors unité urbaine. Par ailleurs la commune fait partie de l'aire d'attraction de Pont-à-Mousson, dont elle est une commune de la couronne,. Cette aire, qui regroupe 16 communes, est catégorisée dans les aires de moins de 50 000 habitants,.

### Occupation des sols
L'occupation des sols de la commune, telle qu'elle ressort de la base de données européenne d’occupation biophysique des sols Corine Land Cover (CLC), est marquée par l'importance des territoires agricoles (66,9 % en 2018), une proportion sensiblement équivalente à celle de 1990 (67,2 %). La répartition détaillée en 2018 est la suivante : terres arables (66,9 %), forêts (29,6 %), zones urbanisées (1,9 %), milieux à végétation arbustive et/ou herbacée (1,6 %). L'évolution de l’occupation des sols de la commune et de ses infrastructures peut être observée sur les différentes représentations cartographiques du territoire : la carte de Cassini (XVIIIe siècle), la carte d'état-major (1820-1866) et les cartes ou photos aériennes de l'IGN pour la période actuelle (1950 à aujourd'hui).

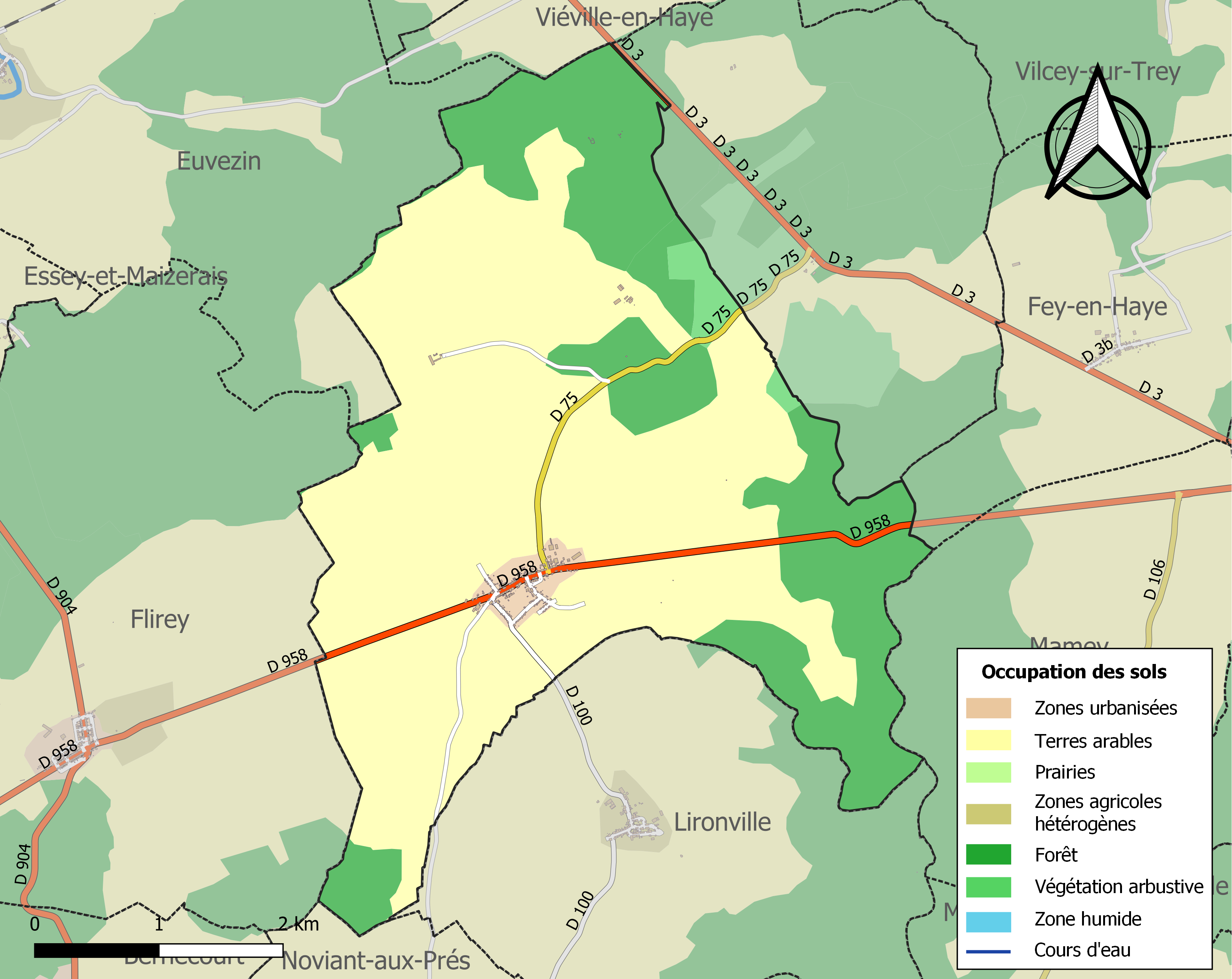
Carte des infrastructures et de l'occupation des sols de la commune en 2018 (CLC).

## Toponymie
Limey est attesté sous les formes Ecclesia de Limeis (1050) ; Limers (1305) ; Lymers (1402) ; Lumey (1594) ; Limay.

« La clairière des Ormes », origine du nom du village de Limey. Selon J. Hainzelain et G. Henry le mot Limey dériverait de Limos ou Lemos qui, en langue celtique, signifie « Orme » et de Valos qui veut dire « clarière ».
Remenauville est attesté sous les formes Remenovilla, Remonouvilla (1402) ; Remenonville (1719) ; Remenoville ; Réménauville-en-Heys (1782).

## Histoire

### Limey
L'origine du nom de Limey viendrait du celte « Lemos » qui désigne l'orme. Cette essence d'arbre était d'ailleurs très présente dans et autour de la commune mais a disparu.
Avec 80 % de son bâti détruit durant la Première Guerre mondiale, le village est reconstruit dans les années 1920.
Dans cette ville, nombre de maisons arborent des fenêtres de grange qui symbolisent les quatre signes des jeux de cartes : pique, cœur, trèfle et carreau (symbolisé quant à lui par une forme ovale).
Cette petite ville a aussi la particularité de ne pas posséder de château mais des maisons dites « de maîtres » avec écuries aux surfaces habitables démesurées qui comptent parmi les plus belles demeures de la région.
D'ailleurs, certaines maisons affichent lisiblement par les deux premières lettres du mot, à côté de leur entrée, le nombre d'officiers (OF), d'hommes (HO) et de chevaux (CH) qu'elles pouvaient accueillir pendant la guerre.
La commune possède plusieurs stèles commémoratives de la Première Guerre mondiale et son église est dotée de vitraux « Grüber ».
Quatre habitants ont par ailleurs été admis parmi les 4281 Justes parmi les nations de France pour avoir sauvé des personnes juives persécutées par le régime nazi et le gouvernement de Vichy :
- Anna Gouy, Limey[22],
- Victor Gouy, Limey[23].
- Émile Thouvenin, Remenauville[24].
- Geneviève Thouvenin, Remenauville[25].

### Remenauville
Le village de Remenauville comptait 138 habitants avant la Première Guerre mondiale. Il fut occupé par l'armée allemande dès septembre 1914. Traversé par la ligne de front pendant toute la guerre, il a été entièrement détruit et ne fut libéré qu'en septembre 1918, lors de l'offensive franco-américaine contre le saillant de Saint-Mihiel. 

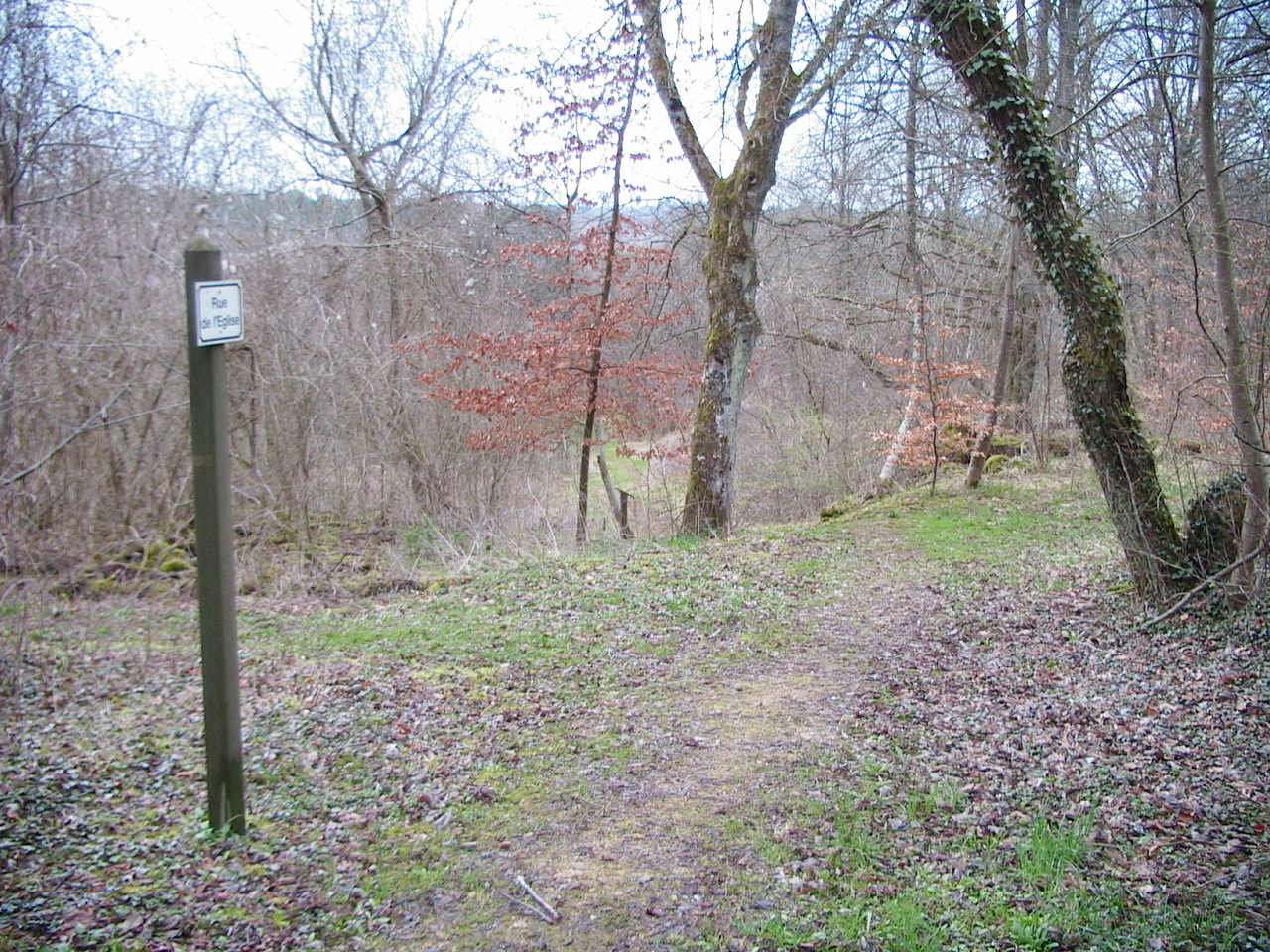
Remenauville : là était une rue.

L'église, construite en 1860 avait été consacrée en 1862.
Actuellement, le site du village est couvert par la végétation, quelques sentiers ont été aménagés à l'emplacement des anciennes rues qui sont indiquées par un panneau ainsi que la position des principales maisons. Une chapelle a été construite à l'emplacement de l'ancienne église,.
La commune de Remenauville avec son village rasé sera rattachée à la commune voisine de Limey (ne restant pas une commune indépendante comme les villages détruits de la Meuse, Regniéville et Fey-en-Haye), car les habitants de Remenauville ne voulaient pas reconstruire leur village pour qu'il soit à nouveau détruit donc ils sont rattachés depuis 1942 à Limey.

## Politique et administration
| Période                                  | Période  | Identité           | Étiquette | Qualité                              |
| ---------------------------------------- | -------- | ------------------ | --------- | ------------------------------------ |
| Les données manquantes sont à compléter. |          |                    |           |                                      |
| avant 1988                               | ?        | Georgette Tabourin |           |                                      |
| mars 2001                                | mai 2020 | René Lorrain       |           | Agriculteur exploitant               |
| mai 2020                                 | En cours | Éliane Dubois,     |           | Employée administrative d'entreprise |

### Budget et fiscalité 2021
En 2021, le budget de la commune était constitué ainsi :
- total des produits de fonctionnement : 133 000 €, soit 452 € par habitant ;
- total des charges de fonctionnement : 117 000 €, soit 398 € par habitant ;
- total des ressources d'investissement : 10 000 €, soit 34 € par habitant ;
- total des emplois d'investissement : 20 000 €, soit 70 € par habitant ;
- endettement : 158 000 €, soit 537 € par habitant.

Avec les taux de fiscalité suivants :
- taxe d'habitation : 7,30 % ;
- taxe foncière sur les propriétés bâties : 26,49 % ;
- taxe foncière sur les propriétés non bâties : 18,40 % ;
- taxe additionnelle à la taxe foncière sur les propriétés non bâties : 0,00 % ;
- cotisation foncière des entreprises : 0,00 %.

Chiffres clés Revenus et pauvreté des ménages en 2020 : médiane en 2020 du revenu disponible, par unité de consommation : 25 530 €.

## Population et société

### Démographie

#### Évolution démographique
L'évolution du nombre d'habitants est connue à travers les recensements de la population effectués dans la commune depuis 1793. Pour les communes de moins de 10 000 habitants, une enquête de recensement portant sur toute la population est réalisée tous les cinq ans, les populations de référence des années intermédiaires étant quant à elles estimées par interpolation ou extrapolation. Pour la commune, le premier recensement exhaustif entrant dans le cadre du nouveau dispositif a été réalisé en 2007.

En 2022, la commune comptait 312 habitants, en évolution de +12,64 % par rapport à 2016 (Meurthe-et-Moselle : −0,13 %, France hors Mayotte : +2,11 %).
| 1793 | 1800 | 1806 | 1821 | 1831 | 1836 | 1841 | 1846 | 1851 |
| ---- | ---- | ---- | ---- | ---- | ---- | ---- | ---- | ---- |
| 237  | 221  | 220  | 274  | 265  | 280  | 316  | 316  | 327  |

| 1856 | 1861 | 1872 | 1876 | 1881 | 1886 | 1891 | 1896 | 1901 |
| ---- | ---- | ---- | ---- | ---- | ---- | ---- | ---- | ---- |
| 306  | 296  | 274  | 282  | 281  | 267  | 248  | 237  | 213  |

| 1906 | 1911 | 1921 | 1926 | 1931 | 1936 | 1946 | 1954 | 1962 |
| ---- | ---- | ---- | ---- | ---- | ---- | ---- | ---- | ---- |
| 196  | 186  | 168  | 162  | 162  | 148  | 192  | 170  | 165  |

| 1968 | 1975 | 1982 | 1990 | 1999 | 2006 | 2007 | 2012 | 2017 |
| ---- | ---- | ---- | ---- | ---- | ---- | ---- | ---- | ---- |
| 157  | 132  | 165  | 192  | 209  | 201  | 200  | 227  | 285  |

| 2022 | - | - | - | - | - | - | - | - |
| ---- | - | - | - | - | - | - | - | - |
| 312  | - | - | - | - | - | - | - | - |

Observation : Listes nominatives de recensement de population en ligne, pour la période 1872-1936. Pour les deux communes, non reconstruites après la Première Guerre mondiale (Regniéville et de Remenauville), dont la disparition n’a été officialisée qu’en 1942, les données sont interrogeables sous leur dénomination initiale, et non sous leur actuelle désignation de Thiaucourt-Regniéville et de Limey-Remenauville.

### Enseignement
Établissements d'enseignements :
- Écoles maternelles à Bernécourt, Thiaucourt-Regniéville, Montauville, Norroy-lès-Pont-à-Mousson,
- Écoles primaires à Flirey, Thiaucourt-Regniéville, Essey-et-Maizerais, Montauville, Domèvre-en-Haye,
- Collèges à Thiaucourt-Regniéville, Blénod-lès-Pont-à-Mousson, Pont-à-Mousson, Pagny-sur-Moselle,
- Lycées à Pont-à-Mousson.

### Santé
Professionnels et établissements de santé :
- Médecins dans la commune dans l'ancien village de Remenauville lieu dit ferme Sainte-Barbe, également à Domèvre-en-Haye, Thiaucourt, Maidières, Blénod-lès-Pont-à-Mousson, Royaumeix, Pont-à-Mousson,
- Pharmacies à Thiaucourt, Domèvre-en-Haye, Maidières, Blénod-lès-Pont-à-Mousson, Pont-à-Mousson,
- Hôpitaux à Pont-à-Mousson, Liverdun, Pompey.

### Cultes
- Culte catholique, Paroisse Saint Gérard du Toulois[38], Diocèse de Nancy-Toul.

## Économie

### Entreprises et commerces

#### Agriculture
- Culture de céréales, de légumineuses et de graines oléagineuses.
- Culture et élevage associés.

#### Tourisme
- Hébergements et restauration à Lironville, Geville, Bruley, Varvinay, Euville.

#### Commerces
- Commerces et services.

## Culture locale et patrimoine

### Lieux et monuments

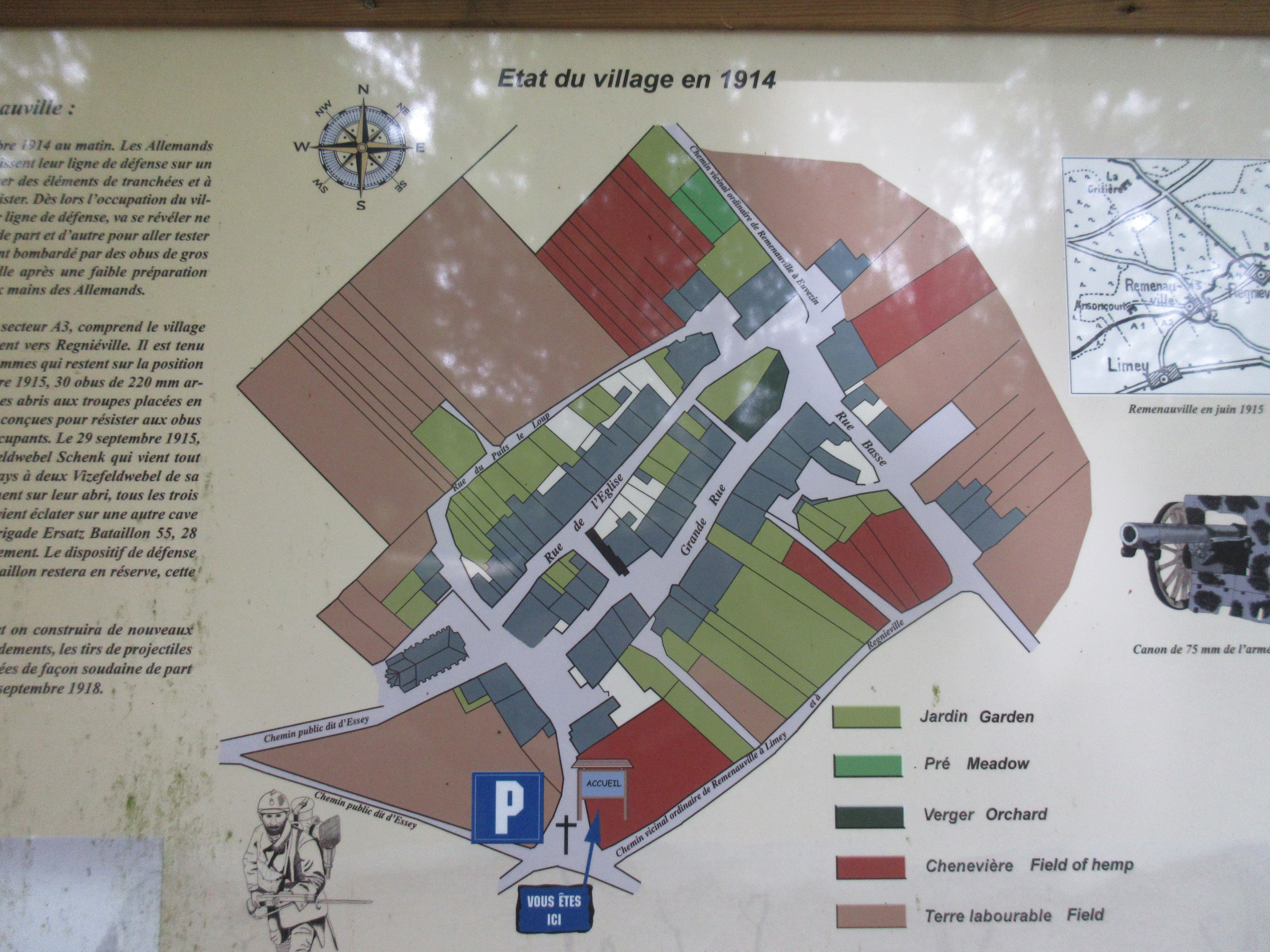
Plan de Remenauville avant 1914.
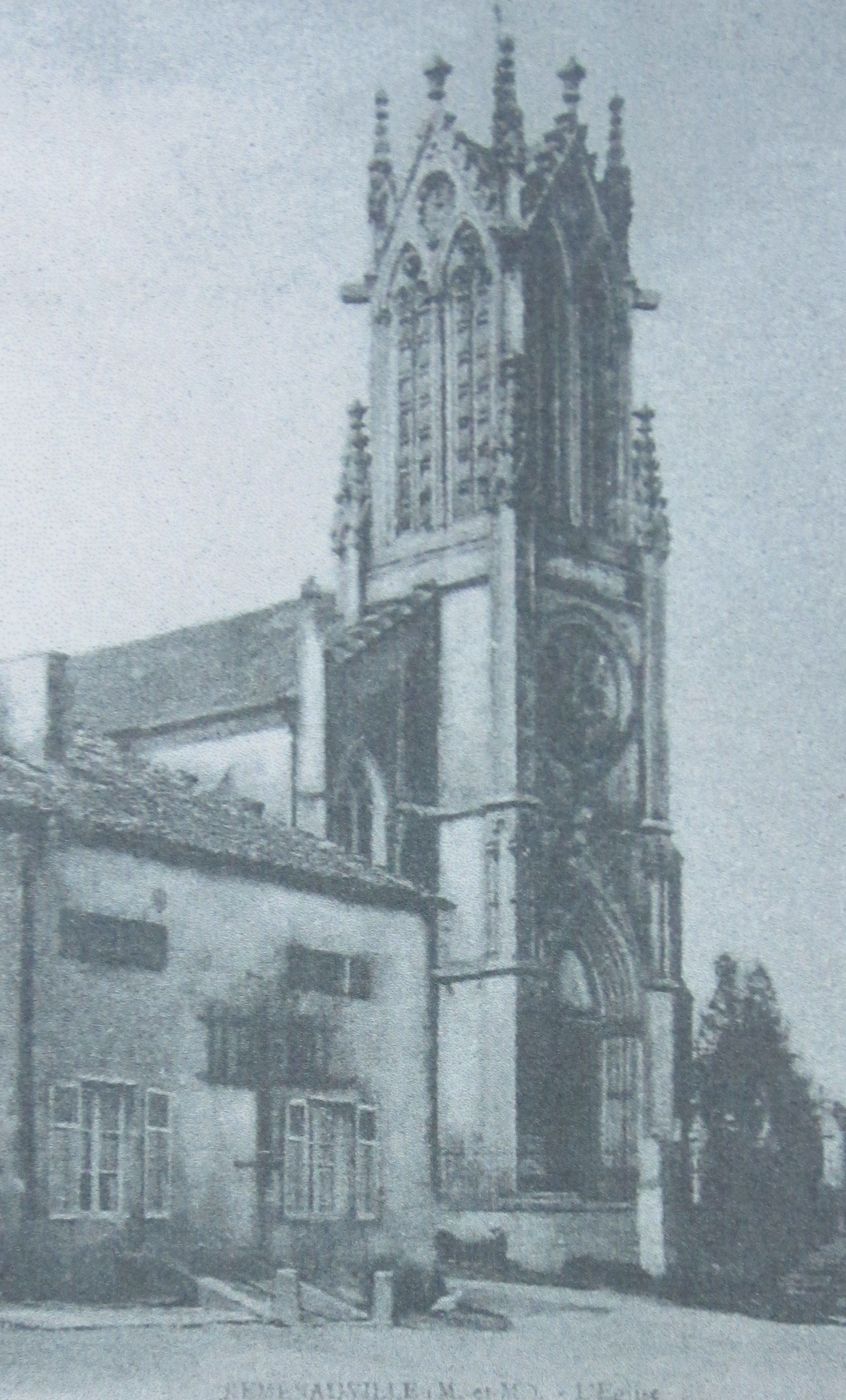
L'ancienne église de Remenauville.
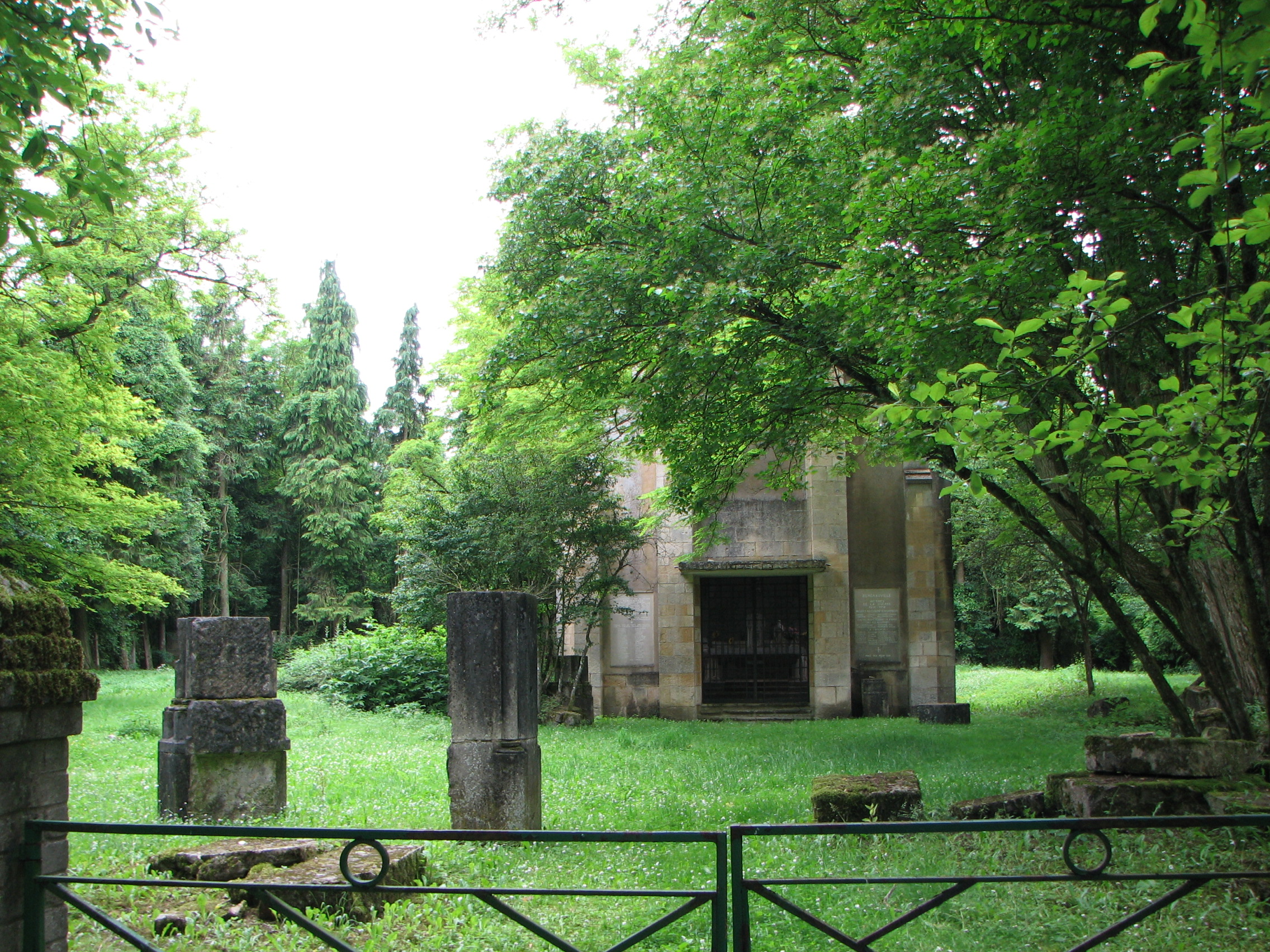
Ruines de l'ancienne église devant la nouvelle dans le village détruit.
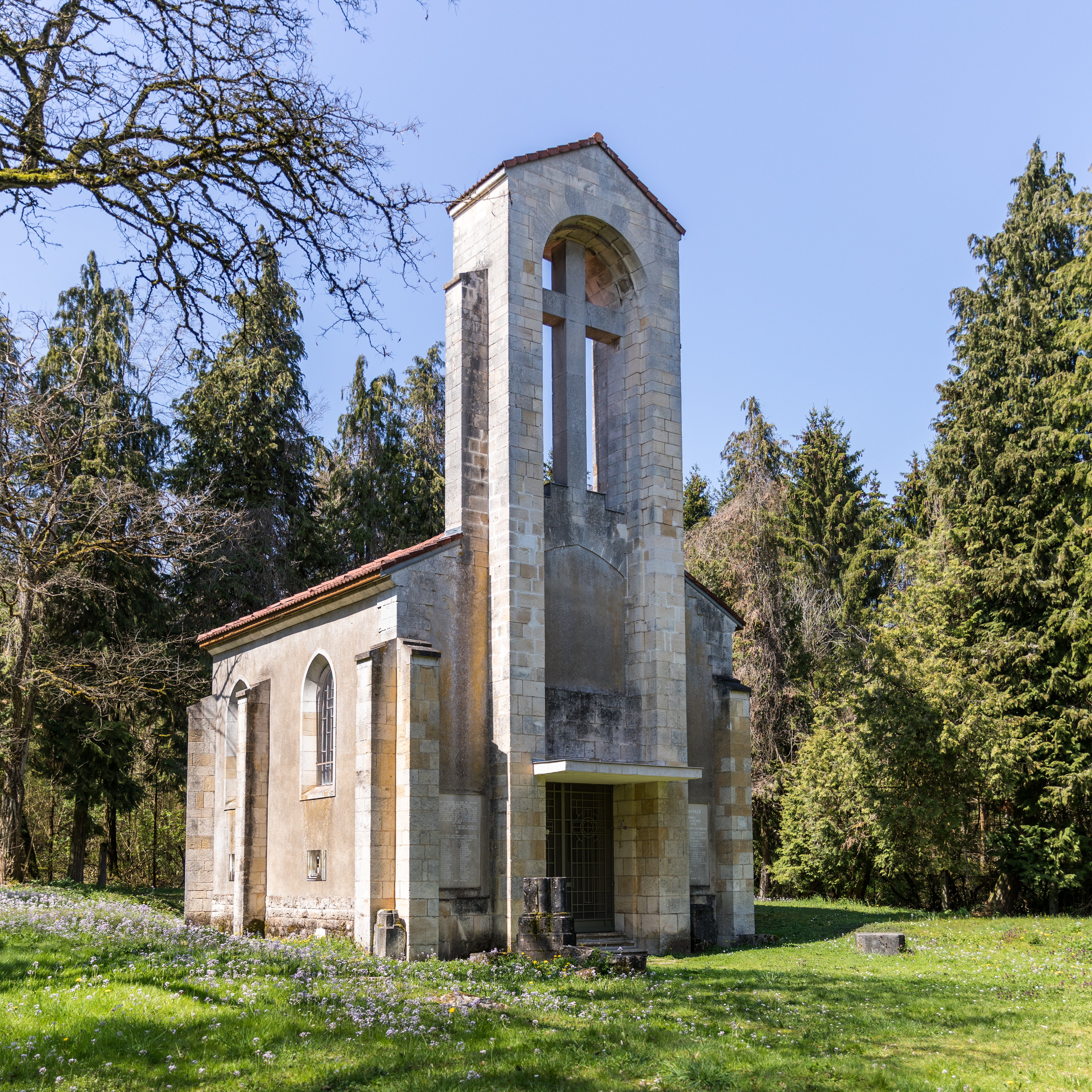
Remenauville : la chapelle du Souvenir.

- Église Nativité-de-la-Vierge[39] reconstruite après 1918[40] en style néo-gothique : vitraux de Jacques Grüber.
- Chapelle du Souvenir à Remenauville, construite après 1918 sur l'emplacement de l'église du village rayé de la carte[41].

### Personnalités liées à la commune
- Émile André (1871-1933), architecte de la reconstruction du village.
- Paul Feuillâtre (1881-1914) archiviste et poète tué à Limey le 20 septembre 1914. Son nom est inscrit au Panthéon parmi les 560 écrivains morts pour la France.
- Henry du Roure (1883-1914), journaliste et écrivain tué à Limey le 21 septembre 1914. Son nom est inscrit au Panthéon parmi les 560 écrivains morts au combat pendant la Première Guerre mondiale.

### Héraldique
| Blason de Limey-Remenauville | Blason  | D'argent à l'orme de sinople, à la bordure du même,. |
| Blason de Limey-Remenauville | Détails | Le statut officiel du blason reste à déterminer.     |